# Ahmad Asim
Ahmad Asim (Ain Tab, (Imperi Otomà), 1757 - Scutari, Istanbul, 28 de novembre de 1819) fou un historiador otomà. Fill del poeta Seyyid Mehmed conegut com a Djenani, i membre d'una família de notables de la ciutat d'Ain Tab (avui Gaziantep a Turquia. Després d'ocupar diversos càrrecs i oficis va esdevenir vakanüvis (historiador oficial) el 1807 i va compilar una història de l'Imperi Otomà entre el tractat de Sistova (4 d'agost de 1791) i la pujada al tron de Mahmud II (28 de juliol de 1808). Va fer també diverses traduccions.